# Максим Марцинкевич
Максим Сергеевич Марцинкевич, по-известен като Тесак (8 май 1984, Москва, СССР – 16 септември 2020, Челябинск, Русия) е руски обществен деец, неонацист, видеоблогър, съосновател и идеолог на неформалното международно обществено движение „Реструкт“, действащо в постсъветското пространство.
За първи път Марцинкевич придобива известност като НС скинхед и лидер на неонацистката младежка организация „Формат 18“. Той е осъждан три пъти за престъпно наказание по член 282 от Наказателния кодекс на Руската федерация. През 2007 г. срещу него за първи път е образувано наказателно дело, след като той и негови приятели, използвайки неонацистки лозунги и нарушават реда в литературния клуб-кафене „Билингва“. През 2009 г. той е осъден за втори път с присъда за три години, за видео с расистко съдържание, което съдът квалифицира като разпалване на етническа омраза. Спомените за наказателно преследване и три години и половина лишаване от свобода са в основата на книгата „Реструктуриране”, написана от него след освобождаването му. След освобождаването си Марцинкевич създава видеоблог, озаглавен „Лов на педофили“, от който се издържа.
През 2013 г. Марцинкевич е обвинен за трети път по член 282 от Наказателния кодекс на Руската федерация за публикуване на „скандални видеоклипове“. На 15 август 2014 г. е осъден на 5 години в изправително заведение със строг режим. (по-късно присъдата е намалена на 2 години и 10 месеца). През есента на 2016 г. Марцинкевич е трябвало да бъде освободен, но вече в изправителното заведение му повдигат нови обвинения и той е оставен в ареста. На 27 юни 2017 г. Марцинкевич е осъден на 10 години затвор в изправително заведение със строг режим по делото за нападения срещу продавачи на синтетичен канабис, извършени в рамките на проекта „Оккупай-Наркофиляй“. През май 2018 г. Московският градски съд отменя присъдата, но през декември същата година Бабушкинският съд на Москва отново осъжда Марцинкевич на същото наказание. Заедно с него на реални срокове лишаване от свобода са осъдени редица негови сътрудници.
Максим Марцинкевич е намерен мъртъв на 16 септември 2020 г. на 36 години в център за задържане.

## Ранни години
Според Максим Марцинкевич той е с руски, полски, литовски и беларуски произход. Израства в семейството на Сергей Евгениевич и Виктория Леонидовна Марцинкевич.
Максим е призован в армията, но след като служи няколко дни нанася побой над своя колега, азербайджанец, след което е подложен на допълнителен преглед за психично здраве и е изписан. Той получава прякора „Тесак” заради любовта си към оръжията. Завършва Колеж по архитектура и строителни изкуства. Постъпва в Руския държавен социален университет, но е изключен поради задържане. В едно от интервютата той твърди, че е работил като инженер три години и половина. Продава видеоклипове и се опитва да търгува с музика на уебсайта си.

## Формат 18
Марцинкевич членува в организацията обединени скинхеди „Руска цел“ на Семьон Токмаков. До 2003 г. е член на Народната национална партия. През 2005 г. той създава организацията „Формат 18“, която обединява скинхеди. Числото 18 съдържа инициалите на Адолф Хитлер (букви A и H: A е първата буква на латинската азбука, H е осмата). Членове на организацията атакуват азиатци и емигранти, заснемат действията им на видео и разпространяваха записи по интернет. Марцинкевич също така заснема видеоклипове, които насърчават омразата към чернокожите и антифашистите. Списание „Руски репортер“ описва подобрно видео:
Марцинкевич шокира публиката с видеоклипове на екзекуцията на „таджикски наркодилър“ край гора в покрайнините на Москва. Екзекуцията е извършена от някои палачи в костюми на Ку-клукс-клан. Във видеото таджикът първо е обесен, а след това разчленен. Според списанието това е постановка.
Организацията „Формат 18“ известен период има собствен уебсайт, който през 2007 г. по искане на авторите на един от антифашистките сайтове е закрит. Организацията имаше последователи, които също публикуват свои видеа в интернет с атаки и тормоз над хора. Най-известният такъв видеоклип е „екзекуцията на таджик и дагестанец“, която се появява в интернет през август 2007 г., когато Марцинкевич вече е арестуван. Според изявленията на Следствения комитет на Русия видеото не е инсценирано – показаните в него убийства са истина.
През септември 2010 г. организацията „Формат 18“ е забранена от съда за екстремизъм.

## Реструкт
Като част от движение „Реструкт“ на Марцинкевич има около десет проекта, от тях най-известен е „Оккупай-педофиляй“. Най-известният сред съратниците на Марцинкевич в това движение е Роман Железнов, по прякор „Зухел“, който заминава за Украйна през 2014 г. с цел да се присъедини към въоръжените сили на Украйна и по-късно да участва в конфликта в Донбас на страната на украинците. Тесак смята дейността на Зухел за предателство, тъй като движение „Реструкт“ от гледна точка на Марцинкевич е насочено да бъде извън политиката, в същото време Зухел призовава неговите съмишленици на проукраински митинги в Русия. Срещу Железнов е образувано наказателно дело в Руската федерация по доказателства за използване на наемници.
През октомври 2014 г. срещу Марцинкевич е образувано ново наказателно дело по член за хулиганство, а Марцинкевич се обръща към разследването с искане да го освободи временно в Украйна с формулировката „елиминирайте предателя и провокатора Роман Зухел и на по същото време русофоб-педофил Олег Ляшко“. Поради факта, че и срещу други членове на „Реструкт“ започват масово да завеждат дела, движението обявява саморазпускането си.
През ноември 2014 г. става известно, че в Москва е образувано друго наказателно дело по част 1 на член 282 от Наказателния кодекс на Руската федерация (разпалване на национална омраза) за написване и публикуване на книгата „Реструкт“, самата книга е обявена за екстремистка.